# Rose Kerr

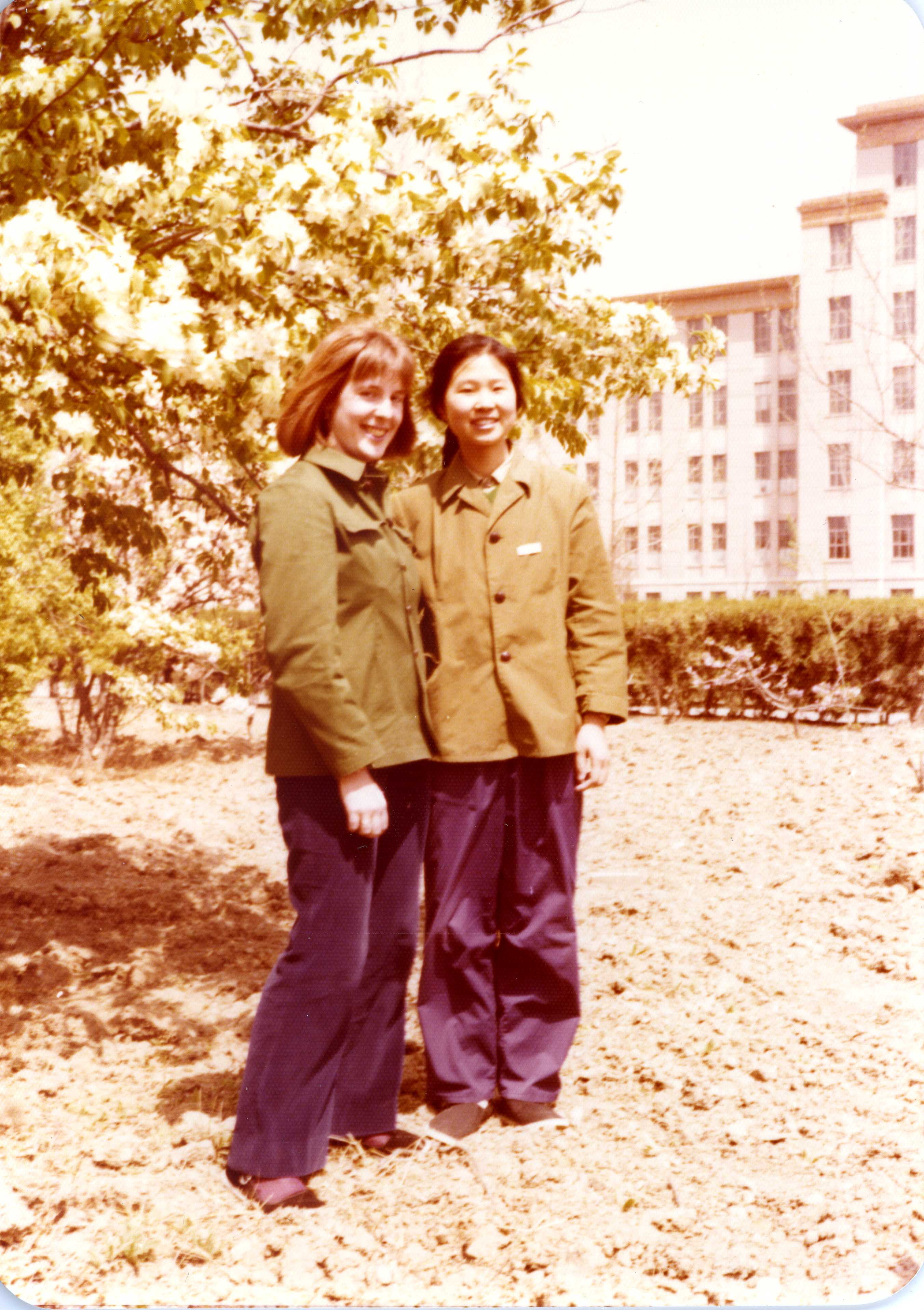
Rose Kerr com a estudiant durant la Revolució Cultural xinesa. 1975.

Rose Kerr (Regne Unit, 1953) és una historiadora de l'art, especialista en art xinès. Ha escrit desenes d'articles sobre ceràmica xinesa. Fou conservadora de l'aleshores anomenat departament d'extrem orient al Victoria and Albert Museum (V&A) de Londres fins al 2003, moment en què es jubilà. Organitzà una desena d'exposicions així com nombroses xerrades i col·loquis sobre Jingdezhen, ciutat xinesa considerada un dels centres històrics clau en la producció de porcellana. També ha estat presidenta de la Oriental Ceramic Society de Londres (2000-2003). Al deixar el seu càrrec al Victoria and Albert Museum la feren membre honorífic del Needham Research Institute de Cambridge. Al 2015 se la condecorà amb el títol de ciutadana honorària de la ciutat de Jingdezhen. Aquest títol fou un reconeixement de la seva activitat de recerca acadèmica sobre la ceràmica de Jingdezhen, així com la seva tasca de promoció dels intercanvis culturals entre Xina i el Regne Unit. Rose Kerr ha estat la primera persona no xinesa en haver rebut aquest títol honorífic.

## Formació
Rose Kerr estudià Estudis xinesos a la School of Oriental and African Studies a Londres (SOAS, Universitat de Londres) i fou una de les estudiants britàniques que vivia i estudiava a la Xina durant 1975-1976, l'últim any de la Revolució Cultural xinesa.

## Carrera professional
Aquesta acadèmica independent ha publicat una vintena de llibres sobre ceràmica xinesa, alguns d'ells segueixen sent lectura obligatòria per a qualssevol persona interessada per la cultura xinesa. El seu llibre conjunt amb el professor Nigel Wood, Science and Civilisation in China(vol. 5, capítol dedicat a la tecnologia ceràmica) és una tasca extensa, de quasi mil pàgines, on Kerr fa una síntesi d'informació extreta de textos històrics, excavacions arqueològiques, així com d'altres treballs de recerca anteriors.
És membre d'honor del Needham Research Institute de la Universitat de Cambridge així com membre honorari de la Universitat de Glasgow. També ha estat presidenta i actualment n'és fideïcomissària de la Great Britain-China Education Trust. També és fideïcomissària de la Percival David Foundation of Chinese Art. Actualment col·labora amb el govern de Hong Kong en temes de museus i expertisatge en obres d'art.

## Publicacions
- Kiln Sites of Ancient China. Oriental Ceramic Society, Londres, 1980. (amb P. Hughes Stanton)
- Guanyin: A Masterpiece Revealed. V & A Publications, Londres, 1985. (amb John Larson)
- Chinese Ceramics: Porcelain of the Qing Dynasty. V & A Publications, Londres 1986.
- Later Chinese Bronzes. V & A Publications, Londres, 1990.
- Chinese Art and Design. V & A Publications, Londres, 1991. (editora)
- Chinese Ceramics of the Middle Ming Period. Percival David Foundation, Londres, 1994. (amb Rosemary Scott)
- 英國維多利亞和阿薾伯特國立博物院藏中國清代瓷器 Qing Dynasty Ceramics in the Victoria and Albert Museum. Guangxi Fine Art Publishing House, Nanning, 1997.
- Blanc De Chine. Porcelain from Dehua. National Heritage Board, Singapur, 2002. (coautora)
- The World in Blue and White. An exhibition of Blue and White ceramics, dating between 1320 and 1820, from members of the Oriental Ceramic Society. Oriental Ceramic Society, Londres, 2003. (coautora i editora)
- Science and Civilisation in China Vol.5 Part 12 : Ceramic Technology. Cambridge University Press, Needham Research Institute, 2004.
- Song Dynasty Ceramics. V & A Publications, Londres, 2004.
- The World in Colours. An exhibition of ceramics with coloured decoration dating from 700 to 1920 belonging to members of the Oriental Ceramic Society. The Oriental Ceramic Society, Londres, 2006. (coautora i editora)
- 今之眎昔∶宋代燿州窯及青白瓷 Song Through 21st Century Eyes: Yaozhou and Qingbai Ceramics. Meijering Art Books, Holanda, 2009.

- Chinese Export Ceramics. V & A Publications, Londres, 2011. (amb Luisa Mengoni) edició xinesa publicada per Shanghai Guji, 2013.
- East Asian Ceramics. The Laura Collection. Umberto Allemandi, Itàlia, 2012. (amb Manuele Scagliola i Luisa Mengoni)
- "The Porcelain City": Jingdezhen in the Sixteenth Through Nineteenth Centuries" a William R. Sargent (ed.) Treasures of Chinese Export Ceramics from the Peabody Essex Museum. Yale University Press, New Haven, 2012.
- Chinese Ceramics in the Leonora and Walter F. Brown collection. San Antonio Museum of Art, 2014. (amb John Johnson)
- Asian Art in the Rijksmuseum, Amsterdam. Rijksmuseum, Amsterdam, 2014. (autors diversos)
- Asian Ceramics in the Hallwyl Museum. Stockholm, 2015.
- Tankards and Mugs. Drinking from Chinese Export Porcelain. Jorge Welsh books, Londres i Lisboa, 2016. (amb Maria Antonia Pinto de Matos)
- Chinese Ivory Carvings. The Sir Victor Sassoon Collection. Scala Publishing, 2016. (amb Phillip Allen i Shih Ching-fei)